# Aiyura (bướm đêm)
Aiyura là một chi bướm đêm thuộc họ Crambidae.